# Inquisició dels Països Baixos
La Inquisició dels Països Baixos va ser una estensió de la Inquisició espanyola als Països Baixos espanyols, establerta durant el regnat de Carles V. Com que la idea de la Inquisició no era congènita del temperament flamenc, el procés d'introducció va ser lent i gradual de principi a fi. L'any 1521, Francis van der Hulst havia estat nomenat Inquisidor general de les Províncies. Ell i els seus successors, com els seus iguals espanyols, rebien els poders per edicte imperial per buscar activament i castigar rigurosament tots aquells que fossin trobats, o fins i tot només sospitosos, d'heretgia, o d'ajudar a un heretge de qualsevol manera. Aquest sistema conduïa fàcilment a abusos; en els darrers anys, no era estrany que els informants acusessin ciutadans rics pel sol fet d'aconseguir una part de la seva riquesa confiscada.
A principis de 1565, un nombrós grup de nobles menors, inclòs Lluís de Nassau, el germà petit de Guillem va formar el Compromís dels Nobles, que el 5 d'abril van oferir una petició a Margarida de Parma, per sol·licitar la fi de la persecució dels protestants, que anomenaven Inquisició, però fou rebutjada i es va decretar la prohibició de predicar el protestantisme en decrets de juny i juliol. Calvinistes, anabaptistes i menonites, enfurismats per l'opressió catòlica i teològicament contraris a l'ús catòlic d'imatges de sants, que als seus ulls entraven en conflicte amb el Segon Manament, van destruir estàtues de centenars d'esglésies i monestirs dels Països Baixos d'agost a octubre de 1566 en una onada d'iconoclasme es va estendre pels països baixos. Margarida de Parma va emetre un decret en agost prohibint l'iconoclasme.